# 1. Międzynarodowy Festiwal Filmowy w Cannes
Pierwszy Międzynarodowy Festiwal Filmowy w Cannes odbył się w 1946 roku, w dniach od 20 września do 5 października.

## Jury
- Georges Huisman (Francja)
- Iris Barry (Stany Zjednoczone)
- Beaulieu (Kanada)
- Antonín Brousil (Czechosłowacja)
- JHJ De Jong (Holandia)
- Don Tudor (Rumunia)
- Samuel Findlater (Wielka Brytania)
- Siergiej Gierasimow (ZSRR)
- Jan Korngold (Polska)
- Domingos Mascarenhas (Portugalia)
- Hugo Mauerhofer (Szwajcaria)
- Filippo Mennini (Włochy)
- Moltke-Hansen (Norwegia)
- Fernand Rigot (Belgia)
- Kjell Stromberg (Szwecja)
- Rodolfo Usigli (Meksyk)
- Youssef Wahdy (Egipt)
- Helge Wamberg (Dania)

## Filmy konkursowe
- Amanti in fuga, reżyseria: Giacomo Gentilomo
- Anna i król Syjamu (Anna and the King of Siam), reżyseria: John Cromwell
- Blod och eld, reżyseria: Anders Henrikson
- Brevet fra afdøde, reżyseria: Johan Jacobsen
- Spotkanie (Brief Encounter), reżyseria: David Lean
- Cezar i Kleopatra (Caesar and Cleopatra), reżyseria: Gabriel Pascal
- Camões, reżyseria: José Leitão de Barros
- Numer 217 (Czełowiek No. 217), reżyseria: Michaił Romm
- Czerwone łąki (De røde enge), reżyseria: Bodil Ipsen i Lau Lauritzen młodszy
- Ostatnia szansa (Die Letzte Chance), reżyseria: Leopold Lindtberg
- Dunia, reżyseria: Muhammad Karim
- Floarea reginei, reżyseria: Paul Calinescu
- Gasnący płomień (Gaslight), reżyseria: George Cukor
- Gilda, reżyseria: Charles Vidor
- Glinka, reżyseria: Leo Arnsztam
- Skandal (Hets), reżyseria: Alf Sjöberg
- Bandyta (Il bandito), reżyseria: Alberto Lattuada
- Czarodziejski kwiat (Kamiennyj cwietok), reżyseria: Aleksandr Ptuszko
- Bitwa o szyny (La bataille du rail), reżyseria: René Clément
- Piękna i bestia (La belle et la bête), reżyseria: Jean Cocteau
- Symfonia pastoralna (La symphonie pastorale), reżyseria: Jean Delannoy
- Le Miserie del Signor Travet, reżyseria: Mario Soldati
- Le Père tranquille, reżyseria: René Clément
- Cienie przeszłości (Un revenant), reżyseria: Christian-Jaque
- Trzej muszkieterowie (Los tres mosqueteros), reżyseria: Miguel M. Delgado
- Make Mine Music, reżyseria: Joshua Meador, Clyde Geronimi, Jack Kinney, Bob Cormack, Hamilton Luske
- Maria Candelaria, reżyseria: Emilio Fernández
- Ludzie bez skrzydeł (Muži bez křídel), reżyseria: František Čáp
- Miasto na dole (Neecha Nagar), reżyseria: Chetan Anand
- Nezbedný bakalár, reżyseria: Otakar Vávra
- Osławiona (Notorious), reżyseria: Alfred Hitchcock
- Patrie, reżyseria: Louis Daquin
- Błękitna rapsodia (Rhapsody in Blue), reżyseria: Irving Rapper
- Rzym, miasto otwarte (Roma, città aperta), reżyseria: Roberto Rossellini
- Oflag XXVII (The Captive Heart), reżyseria: Basil Dearden
- Stracony weekend (The Lost Weekend), reżyseria: Billy Wilder
- The Magic Bow, reżyseria: Bernard Knowles
- Siódma zasłona (The Seventh Veil), reżyseria: Compton Bennett
- Três Dias Sem Deus, reżyseria: Barbara Virginia
- Dzień w życiu (Un giorno nella vita), reżyseria: Alessandro Blasetti
- Wielki przełom (Wielikij pieriełom), reżyseria: Fridrich Ermler
- Wonder Man, reżyseria: H. Bruce Humberstone
- Witaj, Moskwo! (Zdrawstwuj, Moskwa!), reżyseria: Siergiej Jutkiewicz
- Zoja, reżyseria: Leo Arnsztam

## Zwycięzcy
- Złota Palma:
  - Spotkanie, reż. David Lean
  - Skandal, reż. Alf Sjöberg
  - Ostatnia szansa, reż. Leopold Lindtberg
  - Stracony weekend, reż. Billy Wilder
  - Maria Candelaria, reż. Emilio Fernández
  - Ludzie bez skrzydeł, reż. František Čáp
  - Miasto na dole, reż. Chetan Anand
  - Czerwone łąki, reż. Bodil Ipsen i Lau Lauritzen młodszy
  - Rzym, miasto otwarte, reż. Roberto Rossellini
  - Symfonia pastoralna, reż. Jean Delannoy
  - Wielki przełom, reż. Fridrich Ermler
- Nagroda Jury: Bitwa o szyny, reż. René Clément
- Najlepszy aktor: Ray Milland za rolę w filmie Stracony weekend
- Najlepsza aktorka: Michèle Morgan za rolę w filmie Symfonia pastoralna
- Najlepsza reżyseria: René Clément za film Bitwa o szyny
- Najlepsze zdjęcia: Gabriel Figueroa za filmy Maria Candelaria i Trzej muszkieterowie
- Najlepsza film animowany: Make Mine Music
- Najlepszy film barwny: Czarodziejski kwiat
- Międzynarodowa Nagroda Pokojowa: Ostatnia szansa
- Nagroda FIPRESCI: Farrebique, reż. Georges Rouquier